# Elisha Muroiwa
Elisha Muroiwa (Glen View, 28 gennaio 1989) è un calciatore zimbabwese, difensore dei Dynamos Harare e della Nazionale zimbabwese.

## Carriera

### Club
Ha sempre giocato nel campionato zimbawese.

### Nazionale
Ha fatto il suo debutto per la nazionale maggiore nel 2016.

## Palmarès

### Club

#### Competizioni nazionali
- Zimbabwe Cup: 1

Highlanders: 2013